# Ростопчина Євдокія Петрівна
Графиня Євдокія Петрівна Ростопчина, до шлюбу Сушкова (23 грудня 1811 (4 січня 1812), Москва, Роосійська імперія — 3 (15) грудня 1858, Москва) — російська поетеса, перекладачка, драматургиня, хазяйка літературного салону.

## Біографія
Дочка дійсного статського радника Петра Васильовича Сушкова (1783—1855) від його шлюбу з Дариною Іванівною Пашковою (1790—1817). Двоюрідна сестра Е. А. Сушкова і П. В. Долгорукова.
Втративши у 6 років матір, Євдокія Сушкова, разом з двома молодшими братами, росла в Москві в багатій родині свого діда, батька матері, Івана Олександровича Пашкова (одного із спадкоємців Мясниковських мільйонів). Вона багато читала і вивчила німецьку, французьку, італійську і англійську мови. У 1831 році П. А. Вяземський, друг дому, опублікував в альманасі «Північні квіти» її перший вірш «Талісман» з підписом Д-а.
У 22 роки, щоб позбутися домашнього гніту, Євдокія зважилася прийняти пропозицію молодого і багатого графа Андрія Федоровича Ростопчина (1813—1892), сина колишнього московського головнокомандувача Ростопчина Ф. В. Весілля відбулося в грудні 1832 року, і молоді зажили весело і відкрито в своєму будинку на Луб'янці, приймаючи всю Москву. За власним визнанням, Ростопчина була, однак, дуже нещасна з грубим і цинічним чоловіком і почала шукати розваги в світі, була оточена натовпом шанувальників, до яких ставилась далеко не жорстоко. Бурхливе світське життя, що переривалося частими та тривалими подорожами Росією та за кордон, не заважало Ростопчиній з захопленням віддаватися літературним заняттям.
У 1836 року сім'я переїхала в Петербург і ввійшла до вищого інтелектуального суспільства столиці. Ростопчина почала підписувати свої публікації Р-а, а потім своїм повним ім'ям. У творчості її підтримували такі поети, як Лермонтов, Пушкін, Жуковський. Їй присвячували свої вірші Огарьов, Мей і Тютчев. Гостями її літературного салону бували Жуковський, Вяземський, Гоголь, Мятлєв, Плетньов, Одоєвський та інші.

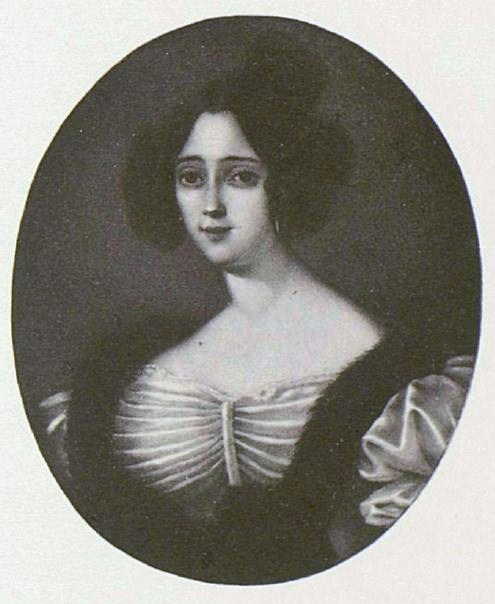
Є. Росторопшина авт. Pierre Edmond Martin

Щорічно з 1833 по 1842 роки літо і осінь Ростопчина жила у воронезькому маєтку чоловіка — селі Анне, де в 1837 — 1839 роках народила трьох дітей: дочки Ольга і Лідія, і син Гектор. Два роки (1838–1840) вона жила в Анні безвиїзно. Там написала багато відомих віршів.
Більшу частину її лірики становили вірші про нерозділене кохання. У 1839 році видала книгу «Нариси великого світла», яка була проігнорована і публікою, і критикою. Хоча Ростопчина писала також повісті та комедії, її проза не мала особливого успіху.

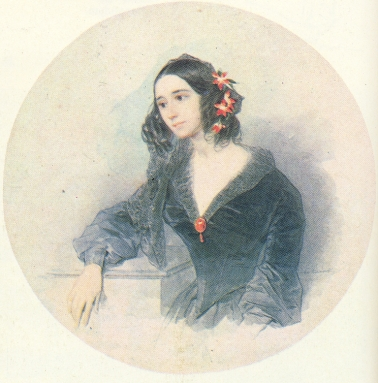
Е. П. Ростопчина на акварелі П. Ф. Соколова (1842/1843)

Графиня Ростопчина стільки ж була відома своєю красою, скільки розумом і поетичним хистом. За словами сучасників, невеликого зросту, витончено складена, вона мала неправильні, але виразні і красиві риси обличчя. Великі, темні і вкрай короткозорі її очі «горіли вогнем». Мова її, пристрасна і захоплююча, лилася швидко і плавно. У світі вона була предметом багатьох пліток і лихослів'я, до яких світське життя її нерідко подавало привід. У той же час, будучи надзвичайної доброти, вона багато допомагала бідним і все, що отримувала від своїх творів, віддавала князю Одоєвському для заснованого ним благодійного товариства.
Під час поїздки за кордон в 1845 році написала баладу «Насильний шлюб», в якій алегорично засудила відносини Росії до Польщі. У відповідь на цей твір «наробила багато шуму», поет Павло Гвоздьов написав чотиривірш.
Повернувшись в 1847 році із закордонної подорожі, вкрай розорена чоловіком, графиня Ростопчина оселилася в Москві (Микола I заборонив поетесі з'являтися в столиці) в будинку своєї свекрухи К. П. Ростопчиної, католички, яка, мабуть, вважала за краще б і онуків виховувати в дусі католицизму. Останні роки життя Євдокії пройшли в дуже тяжкій домашній обстановці і постійнії глухій боротьбі зі свекрухою, нещадно осуджуючою її світські захоплення і православне виховання, що давала вона дітям.
Ростопчина продовжувала писати вірші, п'єси, переклади, але інтерес до її творчості вже спадав. В останні роки свого життя вона висміяла різні літературні рухи в Росії, в результаті опинившись в ізоляції. З Москви вона виїжджала влітку тільки в підмосковний маєток Вороново. У 1852 році опублікована повість «Щаслива жінка». У 1857 році Огарьов написав Ростопчиній вірш.

Майже забута публікою, після двох років хвороби, графиня Ростопчина померла 3 грудня 1858 року. Була похована на старому П'ятницькому кладовищі в Москві. Тайний радник П. Дурнов написав в своєму щоденнику:
|  | Графиня Ростопчина, молода, померла в Москві від раку шлунку: вона прославилась своїми поетичними творами і своїм легковажним життям. |

Додо Ростопчина — персонажка роману Михайла Казовського «Лермонтов і його жінки: українка, черкеска, шведка …».

## Діти
|                                 |  |  |
| Сестри Ольга і Лідія Ростопчини |  |  |

 Від шлюбу з Андрієм Федоровичем Ростопчиним у Євдокії Петрівни було дві дочки і син:
- Ольга Андріївна (05.09.1837 — 1897), хрещена 16 вересня 1837 року в Ісаакієвському соборі, хрещениця І. В. Васильчикова і княгині А. Г. Білосільських-Білозерської[9]. Одружена з графом Йосипом Торнієллі-Брузатті-ді-Вергал, дипломатом та італійським посланником в Румунії. У 1880-ті роки була подарована в кавалерственні дами іспанського Ордена Королеви Марії Луїзи.
- Лідія Андріївна (25.10.1838 — 1915), письменниця, жила на скромну пенсію одержувану від імператора, останні роки провела в Парижі.
- Гектор Андрійович (12.12.1839 — 09.08.1879), полковник, був одружений з Марією Григорівною фон Рейтлінгер, мали двох синів Бориса (р.н. 1874) і Віктора (р.н. 1878).

Багато джерел стверджують, що від позашлюбного зв'язку з Карамзіним Андрієм Миколайовичем вона мала двох дочок. Вони носили прізвище Андріївські і виховувалися в Швейцарії.
- Марія Андріївна Андріївська, була одружена з Петром Івановичем Приклонських, поміщиком Ардатовського повіту. Шлюб був невдалим. Залишивши чоловіка, вона поїхала за кордон, де незабаром померла від сухот.
- Ольга Андріївна Андріївська (Голохвастова) (1840—1897), письменниця-драматургиня, авторка ряду п'єс психологічного характеру, дві з них ставилися на сцені Александрінки. У 1863 році побралася з письменником Павлом Голохвастовим (1838—1892).

Крім того у Ростопчиної був позашлюбний син від Петра Павловича Альбедінського (1826—1883):
- Іполит Петрович Альбедінський (1845 — після 1917), носив прізвище Іванов, в 1864 році спеціальним указом йому було дозволено прийняти прізвище вихователя і користуватися правами його стану; гофмейстер двору, Мінський віце-губернатор.

## Твоорчість

### Поезія
- 1847: Невідомий роман (Неизвестный роман), 19 віршів
- 1849: Страх перед чоловіками (Нелюдимка) драма у віршах; «Мізантроп», збирав поезію (добірка віршів та анотацій), опублікував, переклав та післямови Олександр Ніцберг, Відень: Klever Literatur, 2019, німецька, російська, ISBN 978-3-903110-45-8
- 1856: Повернення Чацького до Москви (Возврат Чацкого в Москву), Бесіда у віршах
- 1856: Вірші (Стихотворенія) 48 віршів 1830—1856 років

### Проза
- 1838 р. Оповідання про поєдинок (Поединок)
- 1838 р. Чиновники та гроші (Чины и деньги), оповідання
- 1851 р . Роман «Щаслива жінка» («Счастливая женщина»)
- 1854 р. Оповідання Палацо Форлі (Палаццо Форли)

### Листи
- 1839—1858 рр .: графу Одоєвському (рос.)
- 1851—1856 рр.: Олександру Островському (рос.)